# Д-4 (двигатель)
Велодвигатель Д-4 — специальный бензиновый двигатель, предназначенный для установки на велосипед. Разработка Филиппа Александровича Прибылого, сельского плотника, фотографа, изобретателя-самоучки.
Д-4 (и его модификации) был единственным двигателем для велосипедов, который массово и серийно производился в СССР. Велосипедный двигатель серии «Д» был очень популярным в СССР, оборудованный им велосипед в свое время был самым доступным видом мототранспорта.

## История
Концепция оснащения велосипеда двигателем существовала в Европе уже с 1920-х годов. Основными особенностями веломоторов был их малый вес, незначительная, но достаточная мощность и малый расход горючего. Установка двигателей не требовала переработки велосипеда, хотя некоторые конструкции требовали замены стандартных велосипедных деталей на специальные.

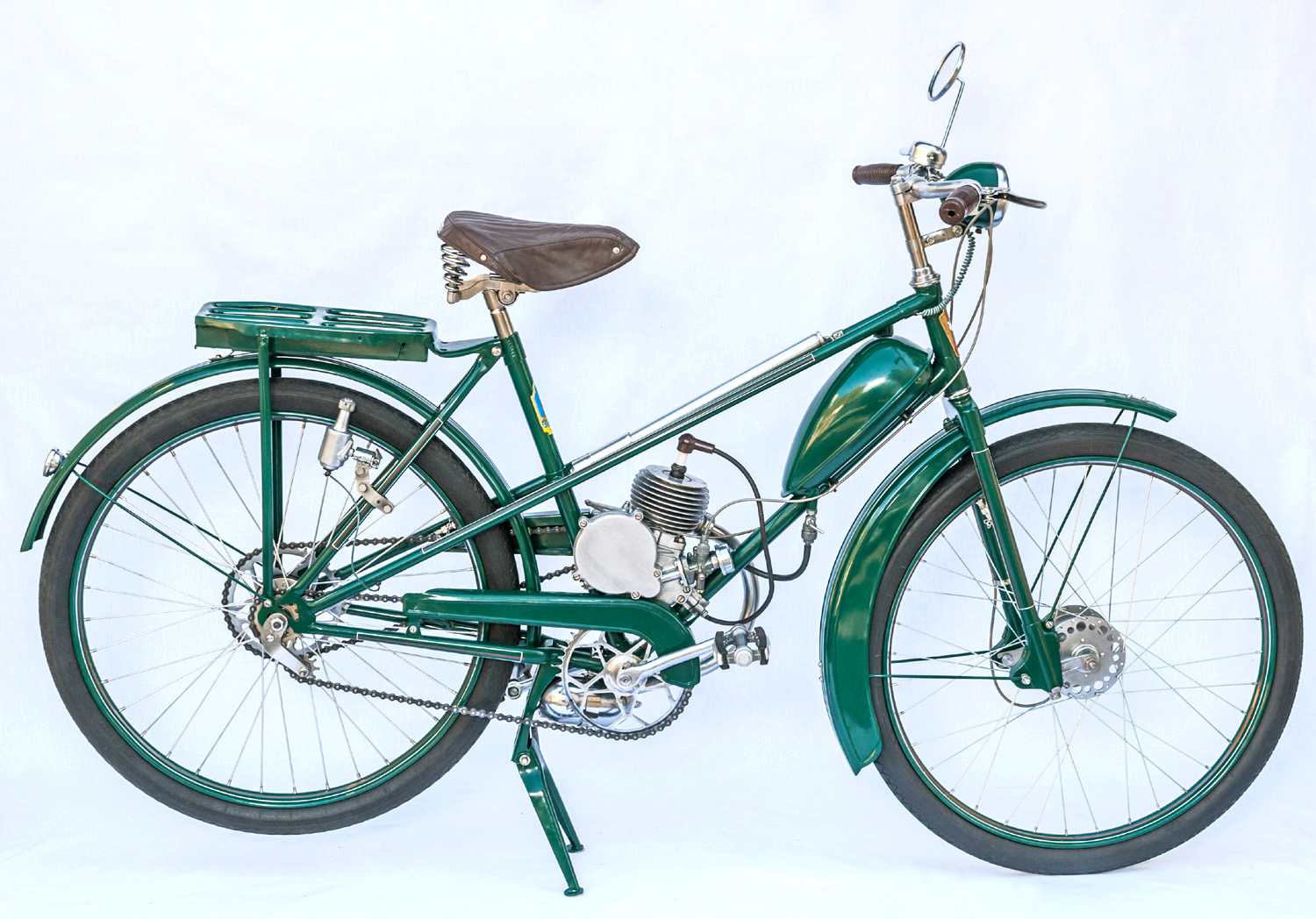
Мотовелосипед В-902 производства Львовского велозавода, оборудованный велосипедным двигателем Д-4, 1960 год

Особых успехов в производстве веломоторов достигли немецкие фирмы ILO и Fichtel & Sachs, Lohmann,, французские VéloSoleX и ряд других. На рубеже 30-х — 40-х годов определились основные концепции установки моторов на велосипед. В основном двигатели монтировались на раму велосипеда над педальной кареткой, но изобретатели предлагали и ряд других оригинальных решений. Например, наиболее распространенным в Германии было размещение двигателя на задней вилке велосипеда и соединения его цепной передачей с колесом. Такие способы позволяли устанавливать моторы практически на любой велосипед независимо от формы рамы и его конструкции.
В середине 1950-х годов в ЦКТБ велостроения Харьковского велозавода был разработан велосипедный двигатель ХВЗ Д-4, и после испытаний была также выпущена небольшая серия этих моторов. Харьковские конструкторы выбрали вариант размещения мотора над педальной кареткой, где он закреплялся в V-образном развале труб рамы. В то время на ХВЗ уже было начато производство типовой модели мужского велосипеда В-110 «Прогресс», вскоре его начали выпускать почти все велозаводы СССР. Велосипеды имели одинаковый угол соединения труб рамы над педальным кареткой. Таким образом, двигатель легко монтировался на все модели, но установка на женские велосипеды не предусматривалась.
Дальнейшее массовое производство двигателя, с 1956 года, велось на ленинградском заводе «Красный Октябрь».
В настоящее время распространены двигатели F50/F80 (КД-50/КД-80) китайского и тайваньского производства, конструктивно, с незначительными изменениями, скопированные с двигателей серии Д.

## Конструкция веломотора Д-4

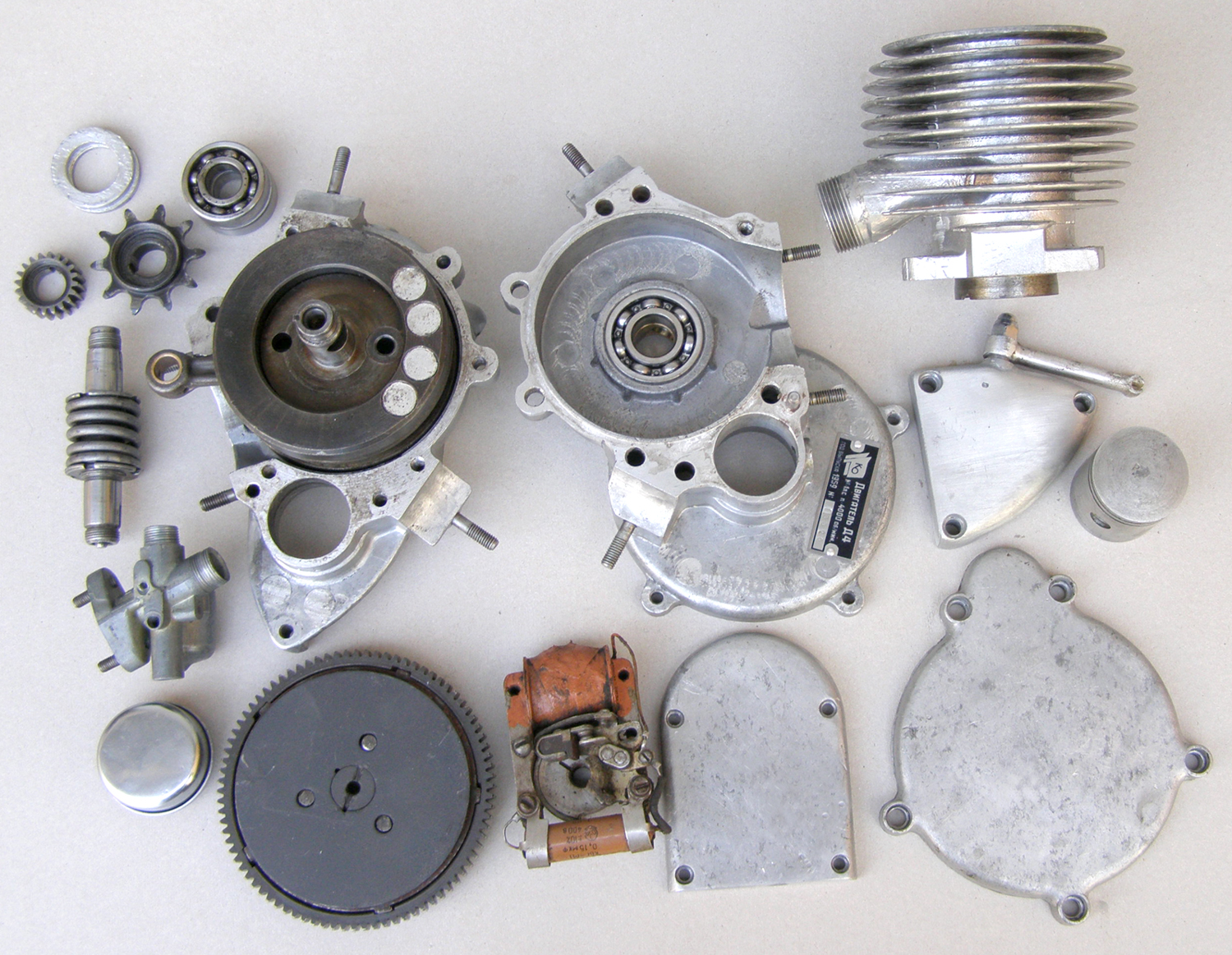
Составные части велосипедного двигателя Д-4

Д-4 одноцилиндровый двухтактный бензиновый карбюраторный двигатель, рабочим объёмом 45 куб. см. Одноступенчатый редуктор мотора оснащался двухдисковой сухой муфтой сцепления. Газораспределение осуществляется через цилиндрический золотник (в пустотелой шейке коленчатого вала), цилиндр не имел съемной головки, что практически исключало его ремонтную расточку.
Зажигание рабочей смеси обеспечивало простое магнето, без обмотки для генератора фары. Мотор серии Д-4 оснащался небольшим разборным глушителем с приваренным выхлопным коленом. Топливом для двигателя была смесь бензина А-66 или А-72 с моторным маслом в соотношении по объёму 20:1.
На картере двигателя было два вогнутых (под диаметр рамы) установочных места, которыми он крепился к раме велосипеда, над педальной кареткой, и закреплялся двумя хомутами. Хотя по замыслу производителя, ширина мотора не должна была мешать вращению педалей, но на практике, в большинстве случаев, приходилось самостоятельно немного разгибать педальные шатуны.
На заднее колесо велосипеда устанавливалась дополнительная большая звездочка цепной передачи. Для её монтажа нужно было сделать три небольших отпила на ступице колеса и закрепить болтами вместе с резиновыми прокладками и металлическими шайбами.
На передней наклонной трубе рамы монтировался топливный бачок. На руль устанавливалась поворотная ручка газа (справа) и слева рычаг выжима муфты сцепления. Рычаг был оснащен специальной защелкой, которая могла фиксировать его в выжатом состоянии муфты. Это давало возможность двигаться на велосипеде с отсоединенным двигателем (в случае поломки), или настраивать его работу не поднимая заднее колесо.
Двигатель запускался во время движения велосипеда. Достаточно было немного разогнаться и плавно отпустить сцепление, двигатель запускался и мог двигать велосипед с регулируемой скоростью до 40 км/ч.

## Комплектация и модификации

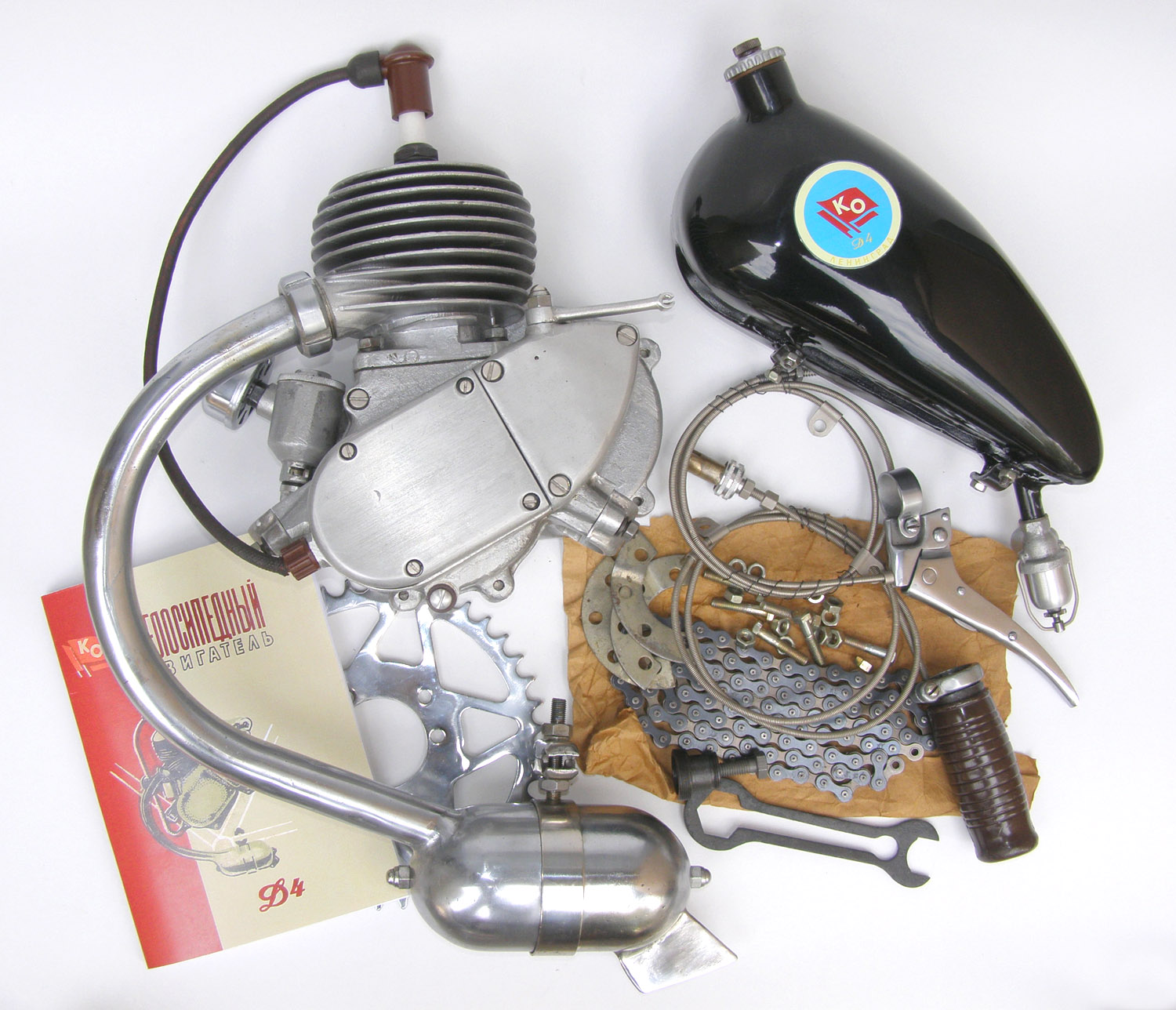
Комплект двигателя Д-4 первых выпусков для установки на велосипед

Двигатель поступал в продажу как комплект для установки на велосипед. В его состав входили: двигатель, ручка газа и сцепления с тросами, бак, глушитель, защитный щиток цепи, накладка для защиты рамы велосипеда, цепь и звездочка с комплектом крепления её на колесе и набор инструментов.
В течение периода производства с 1956 по 1962 годы мотор незначительно модернизировался. Прежде всего был заменен карбюратор, на более эффективный и удобный в регулировании. Карбюратор моторов первых лет выпуска был технологически сложен в производстве и трудно настраивался. Также двигатель укомплектовали топливным баком другой конструкции и большего объёма [1].
В 1961 году на замену двигателю Д-4 пришел мотор Д-5 увеличенной мощности до 1,2 л. с. Первые моторы Д-5 внешне почти не отличались от версии Д-4 и оснащались цилиндром без съемной головки и таким же коротким глушителем. Позже на нём устанавливали цилиндр со съемной головкой, оснащенной ребрами охлаждения, и комплектовали новым малошумным глушителем.
Некоторое количество моторов производили на Ковровском мотозаводе с маркировкой Д-4К и Д-5К.
В начале 1970-х годов мотор значительно модернизировали до версии Д-6, а впоследствии — Д-8 и Д-8Е. Двигатели были оборудованы магнето с генератором фары напряжением 6 В, увеличена степень сжатия.
Впоследствии, уже в постсоветские времена, в Китае было начато производство моторов, конструктивно и внешне схожих с двигателями серии "Д".
Эти агрегаты предназначались, в основном, для установки на легкие мопеды серии «Рига». Производство двигателей Д-8 было прекращено в конце 1990-х годов.
Кроме продажи в комплектах для велосипедов, двигатели Д-4 и Д-5 устанавливались и на мотовелосипеды (предшественник мопеда). Первыми в СССР были мотовелосипеды ХВЗ В-901, его выпускал Харьковский велосипедный завод с 1958 года, и В-902 производства Львовского велозавода.
Технические характеристики двигателя Д-4:
- Тип двигателя — одноцилиндровый двухтактный карбюраторный
- Диаметр цилиндра — 38 мм
- Двигатель Д-8, последняя модификация веломотора Д-4
- Ход поршня — 40 мм
- Рабочий объём — 45 см³
- Степень сжатия — 5,2
- Номинальная мощность при 4000-4500 об./мин. — 1 л. с.
- Расход топлива на 100 км, при скорости 20 км/ч. — 1,5 л
- Передаточное отношение / коленвал-ведущая зубчатка — 4,2:1
- Передаточное отношение цепной передачи — 4,1:1
- Вес комплекта мотора без топлива — около 9 кг